# Saint-Sylvestre, Ardèche
Saint-Sylvestre är en kommun i departementet Ardèche i regionen Auvergne-Rhône-Alpes i sydöstra Frankrike. Kommunen ligger  i kantonen Saint-Péray som ligger i arrondissementet Tournon-sur-Rhône. År 2022 hade Saint-Sylvestre 511 invånare.

## Befolkningsutveckling
Antalet invånare i kommunen Saint-Sylvestre
Referens: INSEE

## Galleri

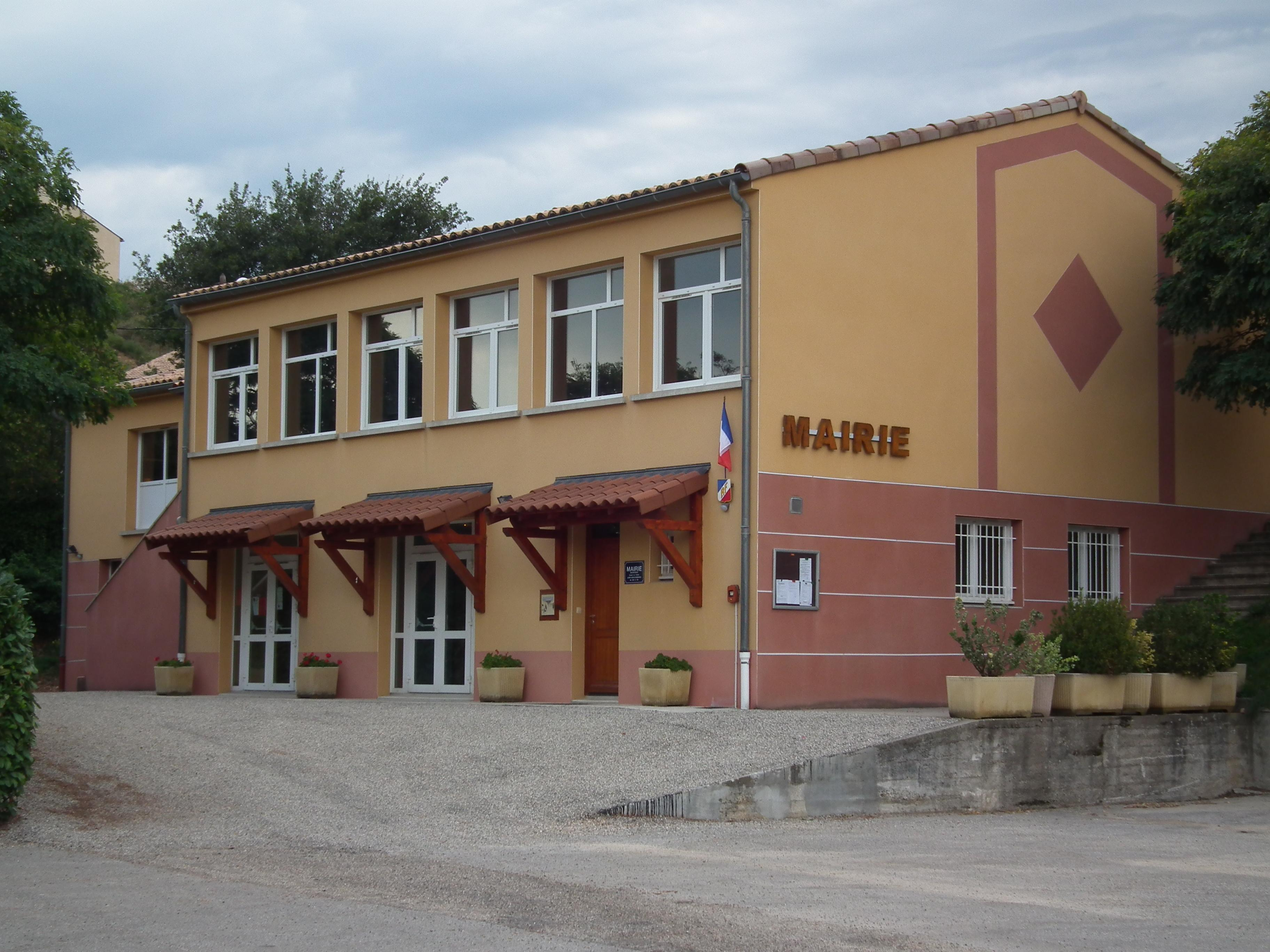
Rådhuset
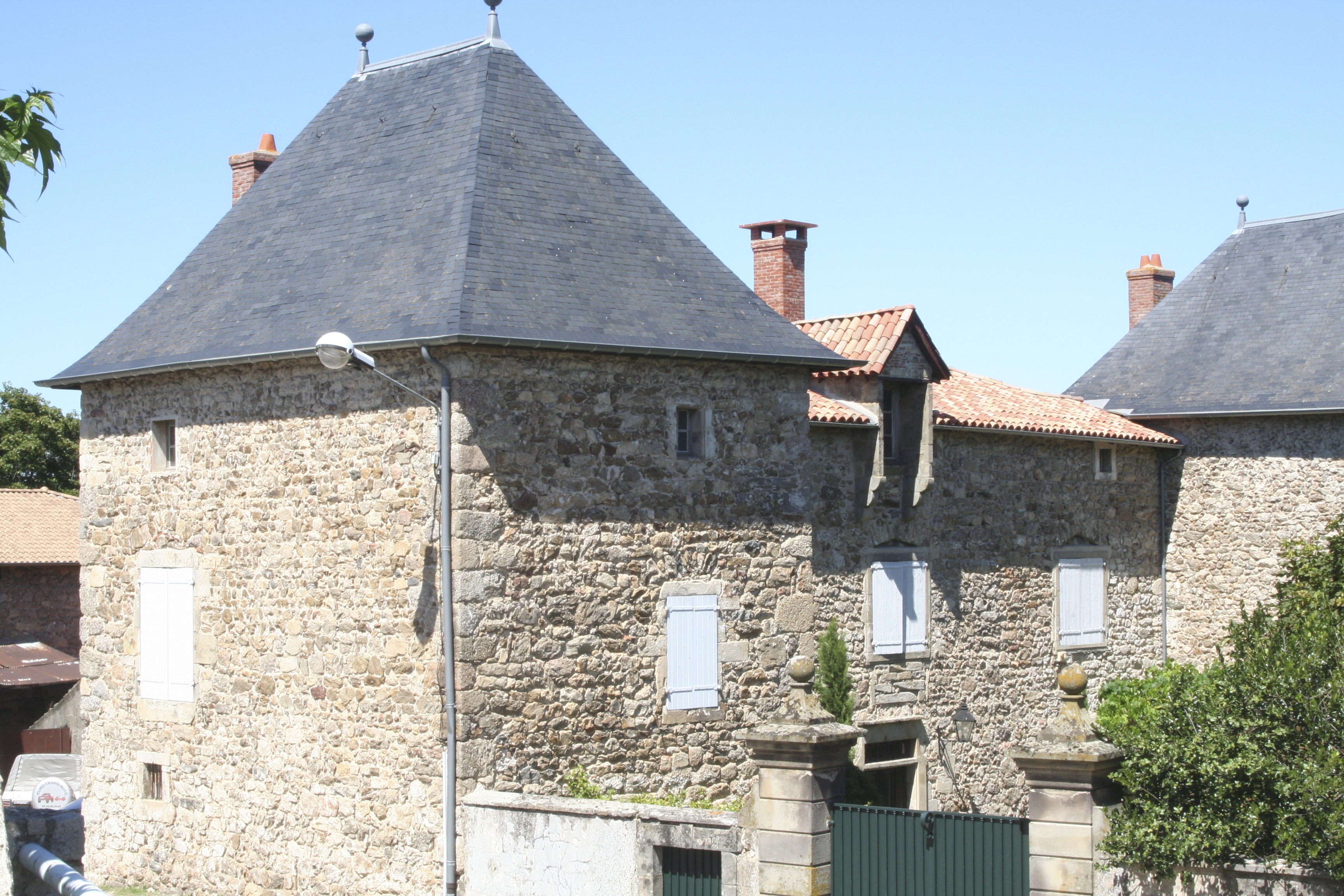